# José Luis Marello
José Luis Marello Suso (8 de septiembre de 1965) es un deportista argentino que compitió en piragüismo en la modalidad de aguas tranquilas. Ganó tres medallas en los Juegos Panamericanos en los años 1987 y 1991.

## Palmarés internacional
| Juegos Panamericanos | Juegos Panamericanos          | Juegos Panamericanos | Juegos Panamericanos |
| Año                  | Lugar                         | Medalla              | Competición          |
| -------------------- | ----------------------------- | -------------------- | -------------------- |
| 1987                 | Indianápolis (Estados Unidos) | Medalla de bronce    | K4 1000 m            |
| 1991                 | La Habana (Cuba)              | Medalla de plata     | K2 1000 m            |
| 1991                 | La Habana (Cuba)              | Medalla de bronce    | K2 500 m             |